# Balilegender
Balilegender är en bok från 1954 av författaren Eric Lundqvist. Boken är en samling folksagor och legender från Bali, som översatts och bearbetats av Lundqvist. Under sin tid som jägmästare i Indonesien besökte författaren flera gånger Bali och fascinerades av öns livsstil och hinduiska kultur.